# Утворення та еволюція галактик

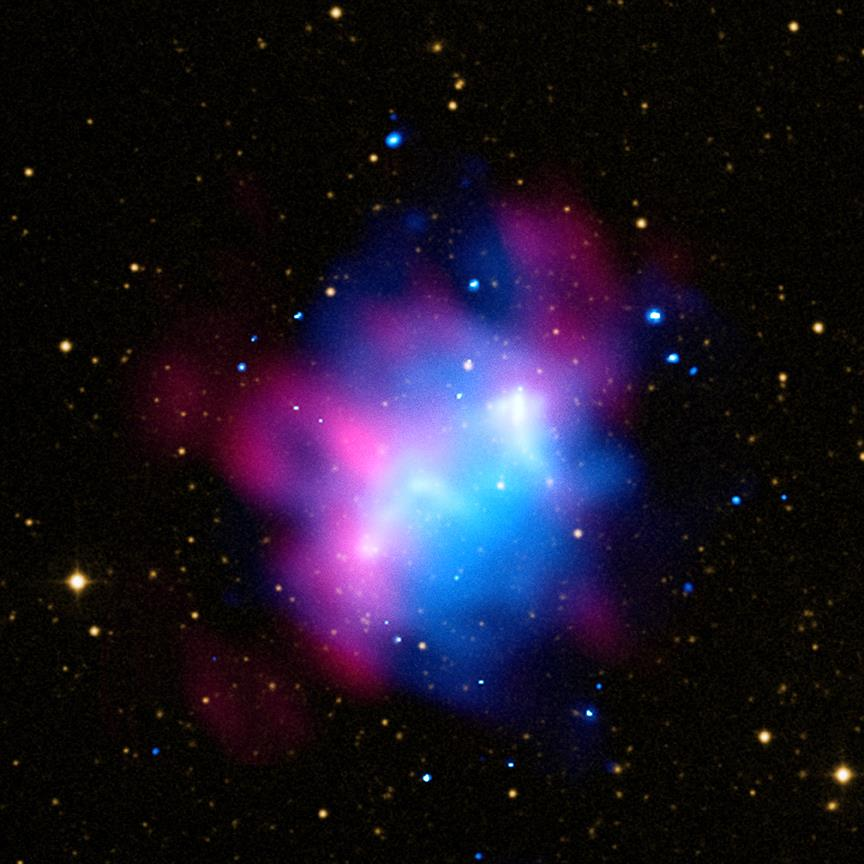
Один з еволюційних етапів розвитку у Всесвіті — утворення галактик

Галактика — космічна система, яка складається із зір, космічних променів, зоряних скупчень, хмар пилу, хмар газу, міжзоряної речовини та інших космічних об'єктів. Утворення галактик вважається природним етапом еволюції Всесвіту. Галактики є одним з основних елементів, за якими відбуваються астрономічні спостереження.
Вивчення виникнення та еволюції галактик опікується процесами, що сформували неоднорідний Всесвіт з однорідного початку, формуванням перших галактик, тим, як галактики змінюються з плином часу, і тими процесами, які породили різноманіття структур, що спостерігаються в найближчих галактиках.
Припускається, що галактика формується, за теоріями формування структур, в результаті крихітних квантових флуктуацій після Великого Вибуху. Найпростіша модель цього, що в цілому узгоджується зі спостережуваними явищами, є модель Лямбда-CDM; за нею, кластеризація і злиття галактик — це те, як вони збільшують масу, а також визначає їх форму та структуру.

## Утворення галактик
У період, коли після Великого вибуху минуло більше мільйона років, у світі відбулись зміни. Електрони з протонами об'єдналися в атоми і Всесвіт став прозорим для електромагнітного випромінювання (випромінювання відділилося від речовини). За змінами, що відбувалися у Всесвіті після того, стало можливим спостерігати. Ступінь віддаленості об'єкту впливає на те, яким об'єкт бачить астроном, що за ним спостерігає. Якщо спостереження буде вестись за далекими галактиками, то світло від них може йти мільярди років. Це дає можливість бачити галактики такими, якими вони були багато років тому. Науковці і звичайні спостерігачі не можуть знати, що відбувається з об'єктом в даний момент часу. Така закономірність виникає тому, що швидкість передачі будь-якої інформації обмежується значенням поширення швидкості світла. Першим припущення про існування галактик — зоряних систем, зробив англійський астроном Вільям Гершель.

## Процес еволюції
Є тісний взаємозв'язок між еволюцією галактик та еволюцією зір. Зорі, які належать до червоних гігантів, скидають свої зовнішні оболонки, які розсіюються в міжзоряному просторі. Після того, як завершиться процес охолодження, зоря спочатку стане «білим», а потім «чорним карликом».
У процесі еволюції у міжзоряному просторі опиняється частина речовини зорі. Вона буде використана для утворення нових зір, чий розвиток буде відбуватись за аналогічною схемою. Під час кругообігу речовини в Галактиці, її певна частина залишається в надрах нейтронних зірок та «мертвих» білих карликів. Вчені припускають, що можливо певна частина речовини залишається і в чорних дірах. Зорі, що були утворені на етапі раннього існування галактики, і які мають масу, меншу, ніж сонячна маса, не встигають хоча б частково повернути в міжзоряний простір речовину, яка була витрачена на їх утворення. Це відбувається через обмежений вік галактики. Кількість міжзоряного середовища має зменшуватись у міру розвитку галактики. Подібна тенденція має простежуватися в інших зоряних систем.
Хімічному складу міжзоряного газу властиво змінюватись. У процесі кругообігу відбувається його збагачення важкими елементами та гелієм. Коли газ перебуває в надрах зір за високого тиску та температури, у ньому відбуваються термоядерні реакції. Відбувається зміна хімічного складу: водень поступово вигорає, зростає кількість гелію та важчих елементів. Після цього частина газу, збагаченого важкими елементами, повертається в міжзоряне середовище та змінює його склад.
Надважкі елементи утворюються при спалахах наднових. Коли така зоря вибухає, відбуваються ланцюгові реакції, які супроводжуються утворенням потужних потоків нейтронів. Як результат спалахів наднових у міжзоряний простір надходять важкі та надважкі елементи. Відбувається їх змішування із міжзоряним газом.
Раніше в Галактиці вміст міжзоряного газу був набагато більшим, ніж зараз. Швидкість утворення зірок з нього була вища, ніж сучасна. Це впливало на те, що наднові зірки спалахували набагато частіше, ніж у сучасному світі. Науковці провели розрахунки, відповідно до яких, у період, коли вік Галактики був меншим за 1 мільярд років, частота спалахів наднових була у 100 разів більшою, ніж вона є на сьогоднішній день. Вчені приходять до висновку, що за всю історію існування Галактики в ній спалахнуло близько 1 мільярда наднових. Така цифра пояснює вміст важких та надважких елементів в міжзоряному газі і зорях «другого покоління», для утворення яких у різний час цей газ слугував основою. Зорі, що з'явились під час формування Галактики, у своїх зовнішніх шарах зберегли початковий хімічний склад тієї міжзоряної речовини, з якої вони були сформовані. До таких зір належать субкарлики та зорі, які входять до складу кулястих скупчень, при цьому маса таких зір має бути меншою за одну сонячну. Сонце є зорею «другого покоління» і в його складі є набагато більше важких елементів, ніж у зір, які належать до «першого покоління». Відмінності, які спостерігаються в хімічному складі субкарликів та зір головної послідовності, пояснюються тим, що відбувається неперервне збагачення Галактики важкими елементами.

## Формування дискових галактик
Найбільш раннім етапом еволюції галактик є формування. Коли галактика формується, вона має дискову форму і називається спіральною галактикою через спіралеподібні «рукави», розташовані на диску. Існують різні теорії про те, як ці дископодібні розподіли зір розвиваються з хмари речовини, і не можна сказати, яка з них  «правильна», тому що немає сучасної теорії, яка точно передбачає всі спостережувані властивості галактик.

### Теорії «зверху вниз»
Олін Егген, Дональд Лінден-Белл і Елан Сендидж у 1962 р. запропонували теорію, що дискові галактики утворюються внаслідок монолітного колапсу великої газової хмари. Матерія в ранньому Всесвіті розподілялася на згустки, які складалися, в основному, з темної матерії. Ці згустки гравітаційно взаємодіяли, накинувши припливні «зашморги» один на одного, які надавали їм певний момент імпульсу. У міру охолодження баріонної матерії, вона втрачала частину енергії й стягувалась до центру згустку. Згідно з законом збереженням моменту імпульсу, речовина, що набличається до центру, прискорює своє обертання. Потім, як обертання кулі з тіста для піци, речовина формується у щільний диск. Після охолодження, газ стає гравітаційно-нестабільним, тому він не може залишитися одною однорідною хмарою. Хмара рветься, і ці менші хмари газу формують зорі. Оскільки темна матерія не може розсіятись, бо взаємодіє лише гравітаційно, вона залишається поширеною за межами диска у формі гало темної матерії. Спостереження показують, що є зорі, розташовані за межами диска, що не зовсім підходить під модель «тіста для піци». Відома як сценарій формування «зверху вниз», ця теорія досить проста, але широко не визнається.

### Теорії «знизу вгору»
Пізніші теорії включають кластеризацію гало темної матерії в процесі «знизу вгору». Замість великих хмар газу, які колапсують у галактики, в якій газ розпадається на дрібніші хмари, передбачається, що матерія почала шлях формування у цих «менших» згустках (масою порядку кулястих скупчень), а потім багато з цих згустків об'єдналися в галактики, які потім гравітацією стягнулись у скупчення галактик. Це також має наслідком дископодібний розподіл баріонної матерії та формування темною матерією гало з тих самих причин, що і в теорії «зверху-вниз». Моделі такого роду прогнозують більше дрібних галактик, ніж великих, що відповідає спостереженням. Леонард Серл і Роберт Цінн були першими, хто припустив, що галактики утворюються шляхом злиття дрібніших попередників.
Астрономи на даний час не знають, що зупиняє процес стиснення. Насправді, теорії формування дискових галактик не дають швидкість обертання і розмір дискових галактик, які спостерігаються у Всесвіті. Було висловлено припущення, що випромінювання від яскравих новоутворених зір або з активних галактичних ядер може уповільнити стиснення диску, що формується. Було також висловлено припущення, що гало темної матерії може розтягувати галактики, тим самим зупиняючи стиснення диска.
Модель Лямбда-CDM — це космологічна модель, яка пояснює утворення Всесвіту після великого вибуху. Це відносно проста модель, яка передбачає багато властивостей, що спостерігаються у Всесвіті, зокрема, відносну частоту різних типів галактик; однак, вона занижує кількість галактик з тонким диском у Всесвіті. Причина в тому, що ця модель передбачає велику кількість злиттів галактик. Але якщо дискова галактика зливається з іншою галактикою порівнянної маси (не менш 15 % від її маси), злиття швидше за все зруйнує або принаймні значно викривить диск, й очікується, що новоутворена галактика не буде дисковою (див. наступний розділ). Поки це залишається невирішеною проблемою для астрономів, однак це не обов'язково означає, що модель Лямбда-CDM повністю неправильна, а швидше, що вона вимагає подальшої доробки, щоб точно відтворювати населення галактик у Всесвіті.

## Злиття галактик і формування еліптичних галактик

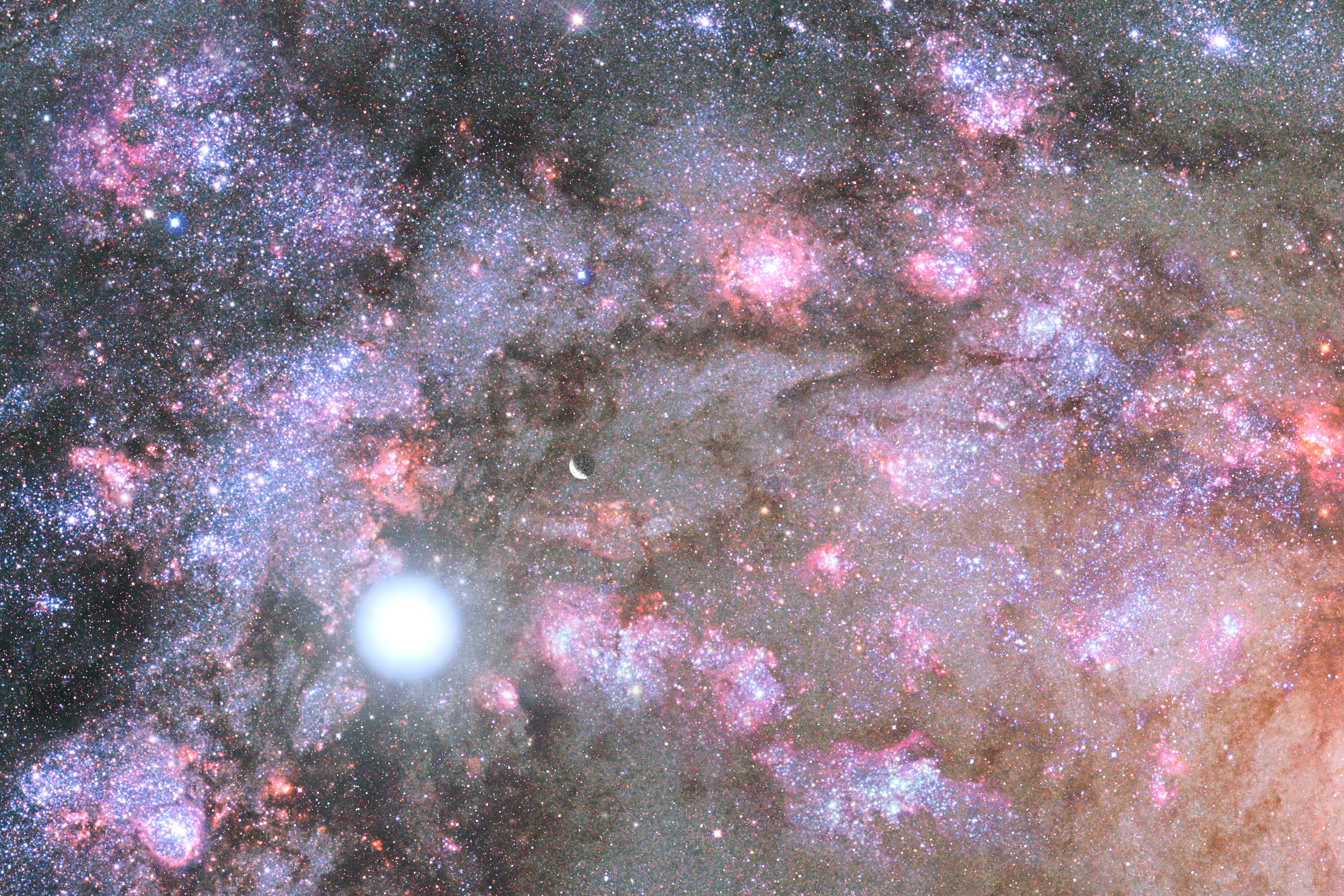
Уявлення художника про вогняний шторм народження зір глибоко всередині ядра молодої зростаючої еліптичної галактики

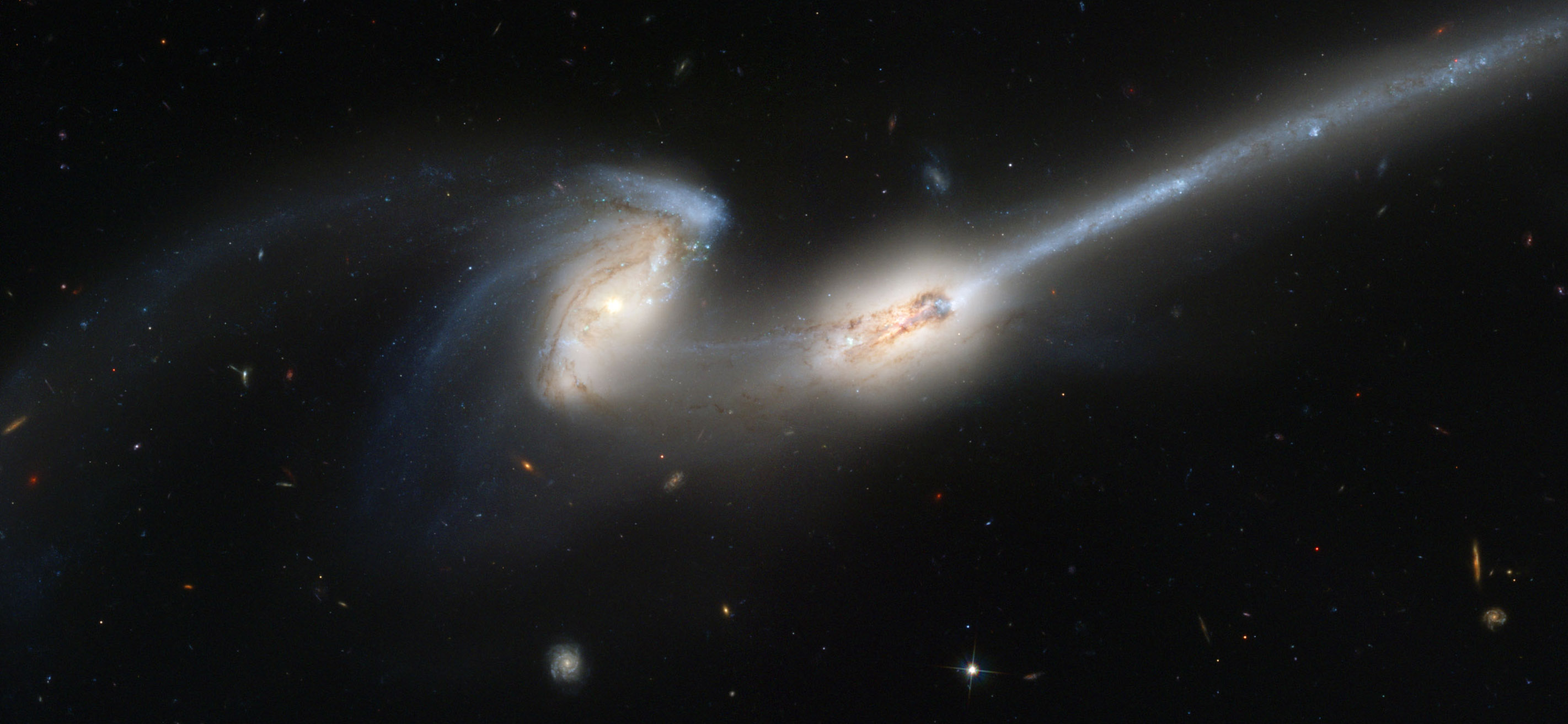
Галактики NGC 4676 (галактики Миші)- це приклад поточного злиття

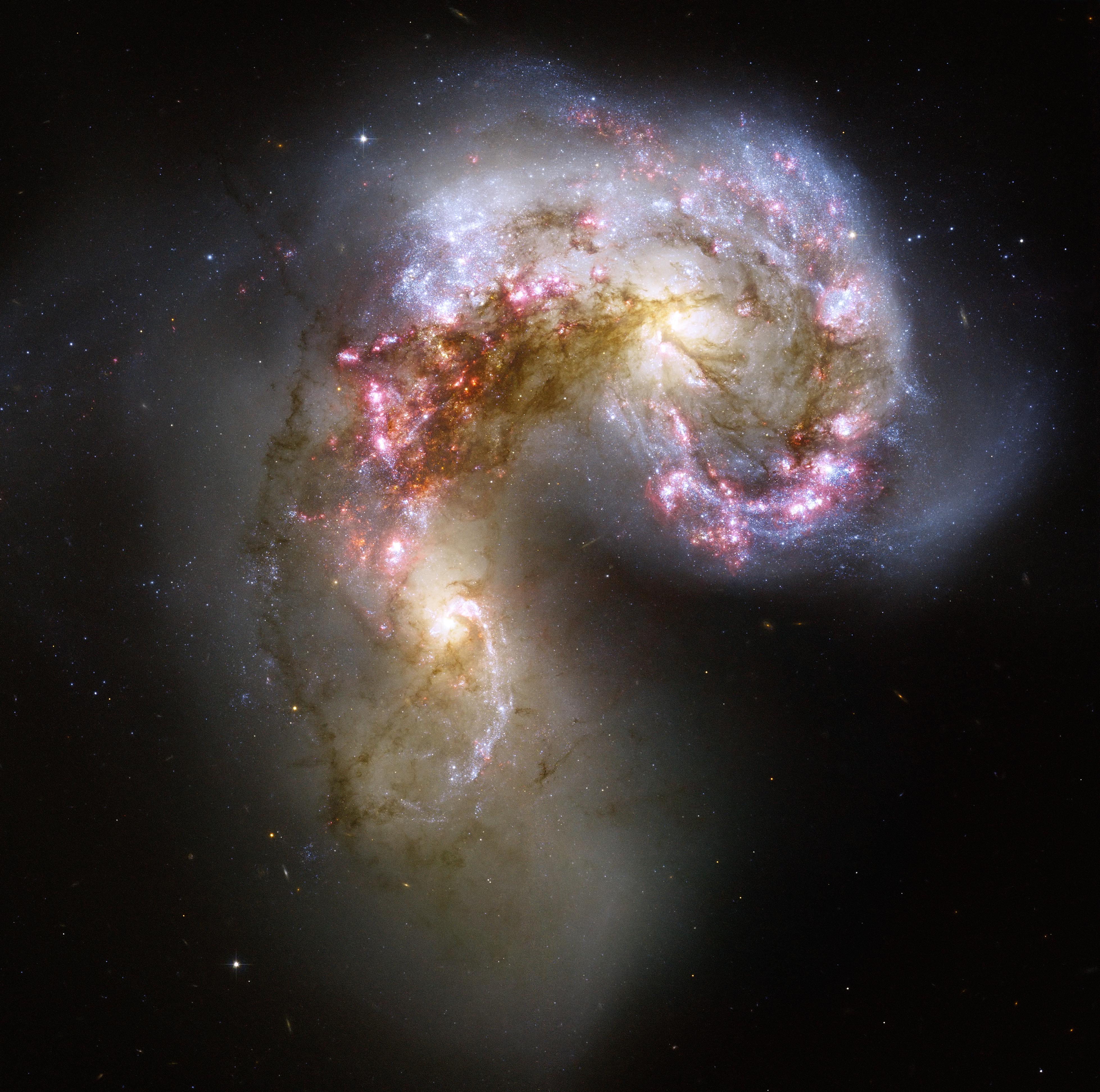
Галактики Антена є парою галактик у процесі зіткнення — яскраві, сині вузли є молодими зорями, які нещодавно запалали внаслідок злиття

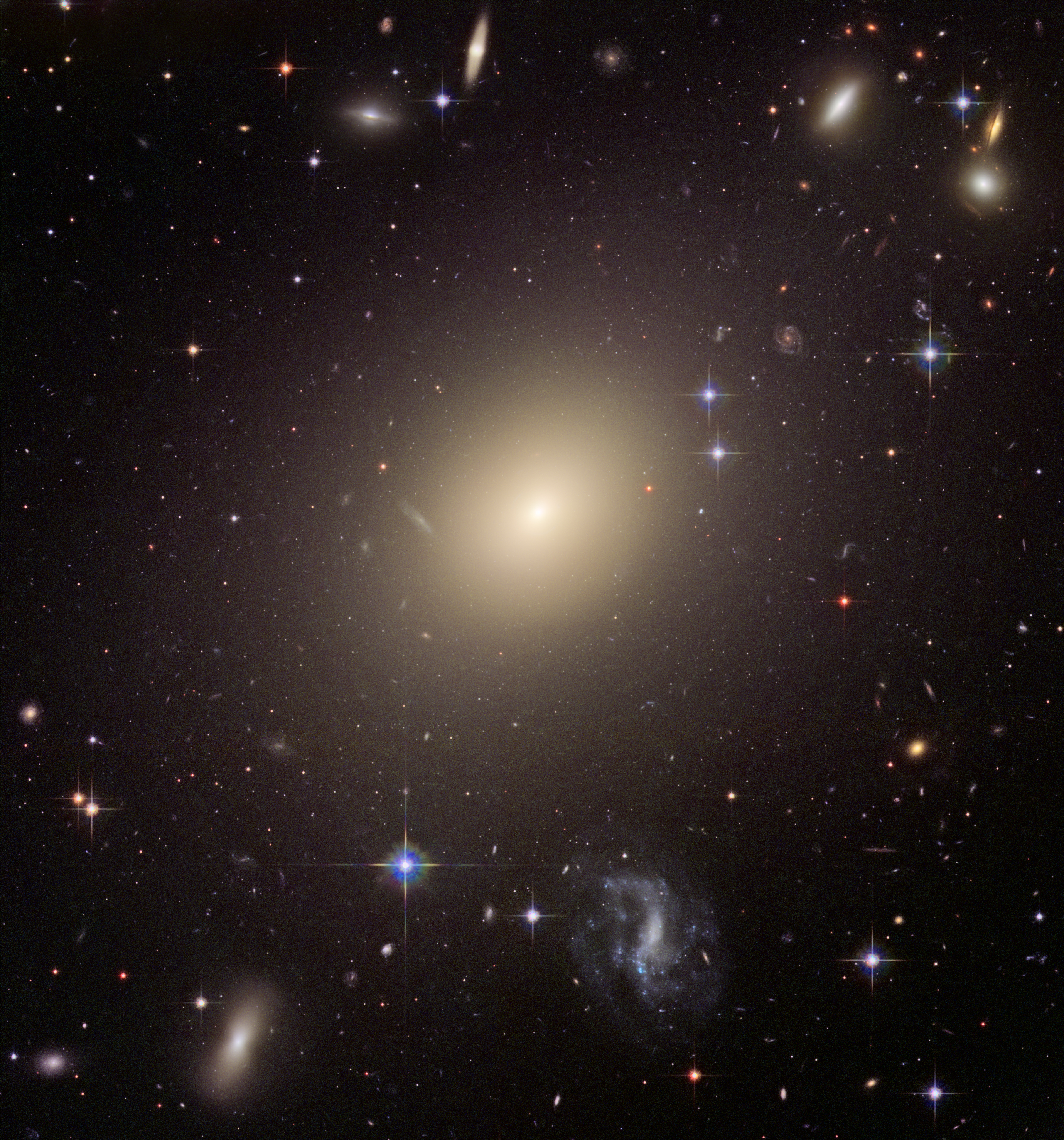
ESO 325-G004, типова еліптична галактика

Еліптичні галактики є одними з найбільших сьогодні відомих (IC 1101). Їх зорі перебувають на орбітах, які довільно орієнтовані в межах галактики (тобто вони не обертаються, як дискові галактики). Відмінною рисою еліптичних галактик є те, що швидкості зір не обов'язково сприяють сплюсненню галактики, як у спіральних галактиках. На основі поточних спостережень видно, що еліптичні галактики мають надмасивні чорні діри в їх центрі, і маса цих чорних дір корелює з масою галактики.
Еліптичні галактики мають два основних етапи еволюції. Перший пов'язаний зі зростанням розміру надмасивної чорної діри від аккретування газу, що охолоджується. Другий етап еліптичної галактики може бути відзначений стабілізацією чорної діри за рахунок придушення охолодження газу, в результаті чого еліптична галактика перебуває у стабільному стані. Маса чорної діри також корелює з властивістю, яка називається «сигма» і є дисперсією швидкостей зірок в еліптичних галактиках. Ця залежність, відома як співвідношення М-сигма, була виявлена в 2000 році. Еліптичні галактики не мають дисків навколо них, хоча деякі балджі дискових галактик схожі на еліптичні галактики. Еліптичні галактики частіше трапляються на більш населених ділянках Всесвіту (таких як скупчення галактик).
Астрономи зараз розглядають еліптичні галактики як найбільш розвинені системи у Всесвіті. Загальновизнано, що основною рушійною силою еволюції еліптичних галактик є злиття дрібніших галактик. Багато галактик у Всесвіті є гравітаційно пов'язаними з іншими галактиками. Якщо галактики мають близькі розміри, результуюча галактика не буде схожою на галактики, які її утворили, а буде еліптичною галактикою. Важливо відзначити, що існує багато типів зіткнень і злиттів галактик, які не обов'язково призводять до еліптичних галактик, але призводить до змін у структурі взаємодіючих галактик. Наприклад, вважається, що зараз відбувається злиття Чумацького Шляху з Магеллановими Хмарами.
Злиття між такими великими галактиками вважається руйнівним, але через величезні відстані між зорями, зіткнень власне зір при злитті галактик практично не відбувається. Однак у процесі формування еліптичної галактики взаємодія газу з тертям між двома галактиками може спричинити гравітаційні ударні хвилі, здатні до утворення нових зір. Шляхом послідовного розташування зображень різних галактик, що зливаються, можна побачити часову шкалу злиття двох спіральних галактик в одну еліптичну.
У Місцевій групі, галактики Чумацький Шлях та M31 (галактика Андромеди) гравітаційно пов'язані та наближаються одна до одної. Моделювання показує, що ці дві галактики перебувають на шляху до зіткнення, яке станеться в наступні 5 мільярдів років, а також, що під час такого зіткнення Сонце та Сонячна система будуть викинуті з їх поточної орбіти довкола центру Галактики. Зіткнення створить величезну еліптичну галактику.

## Класифікація галактик
Класифікація галактик була розроблена згідно з їх особливостями. Загальноприйнята відома класифікація галактик виникла як результат праці американського науковця Габбла у 1920-х роках. Це перша класифікація галактик, яку прийнято використовувати в спостережній астрономії. Згідно з висновками астронома, галактики можна поділити на три типи: еліптичні, спіральні та неправильні. Еліптичні галактики («Е — галактики») представляють собою сфероїди, які мають різний ступінь сплюснутості. Яскравість концентрується в центрі. До їх складу входять старі зірки, які мають невелику масу і при цьому в них спостерігається надмірна маса водню. Лінзоподібні галактики та сферичні галактики входять до складу еліптичних галактик. Складовими таких еліптичних галактик є старі зорі. В тих галактиках, що є найбільш сплющеними з них, присутнє обертання. В них відсутні хмари, до складу яких входять пил і космічний газ.

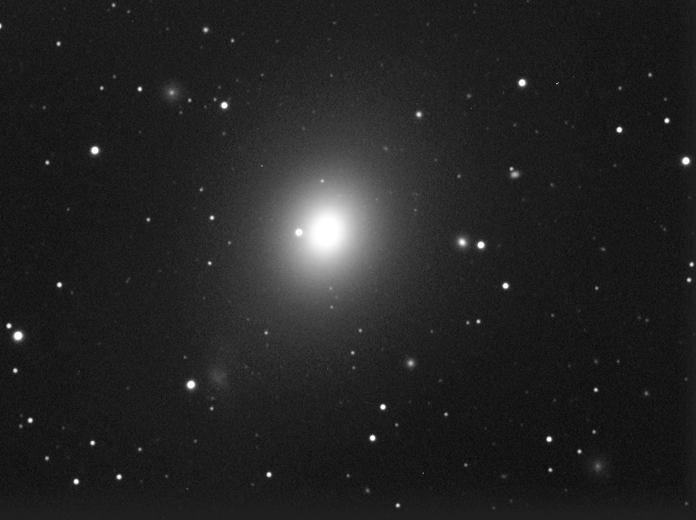
Еліптична галактика

Спіральні галактики («S-галактики») мають декілька спіральних рукавів, які характеризуються неправильною формою. Сумарна маса цих рукавів є значно меншою за масу сферичної складової певної галактики. Ці рукави виділяються через наявність значної частини молодих масивних зірок, для яких характерна висока світність. Виникнення таких зірок стає можливим через наявність міжзоряного газопилового середовища, який сконцентрований у площині, в якій знаходяться спіральні рукава. У S-галактик вміст міжзоряного газу є більшим, ніж у E-галактик. Це є поясненням того факту, чому у останніх процес виникнення зірок майже не відбувається. Відкриття саме спіральних галактик відбулось першим.

Спіральна галактика

Для неправильних галактик характерна мала маса та нерегулярна форма. Маса галактик визначається кількістю зірок, які в ній знаходяться. Маса Туманності Андромеди майже в три рази переважає масу нашої Галактики, хоча наша Галактика і належить до числа гігантів.
Окрім показника маси, галактики характеризуються та відрізняються між собою осьовим повертанням. Осьове повертання — це обертальний момент, який здійснюється на одиницю маси. Для S-галактик характерна більша міра повертання, ніж для Е-галактик. У вчених є припущення, що E-галактики мають сплюснуту форму через характер зіркового руху. Відмінності, які присутні у двох типів галактик, не спричиненні еволюційними змінами. Структура, яка є в галактики, виникає під впливом початкових умов, в яких вона була створена. До типових представників неправильних галактик належать Велика Магелланова Хмара та Мала Магелланова Хмара. Така назва — неправильні галактики — виникла через особливості їх видимої форми. На їх вигляд могли вплинути вибухи чи взаємодія з галактиками, які є сусідніми і розташовані поблизу.

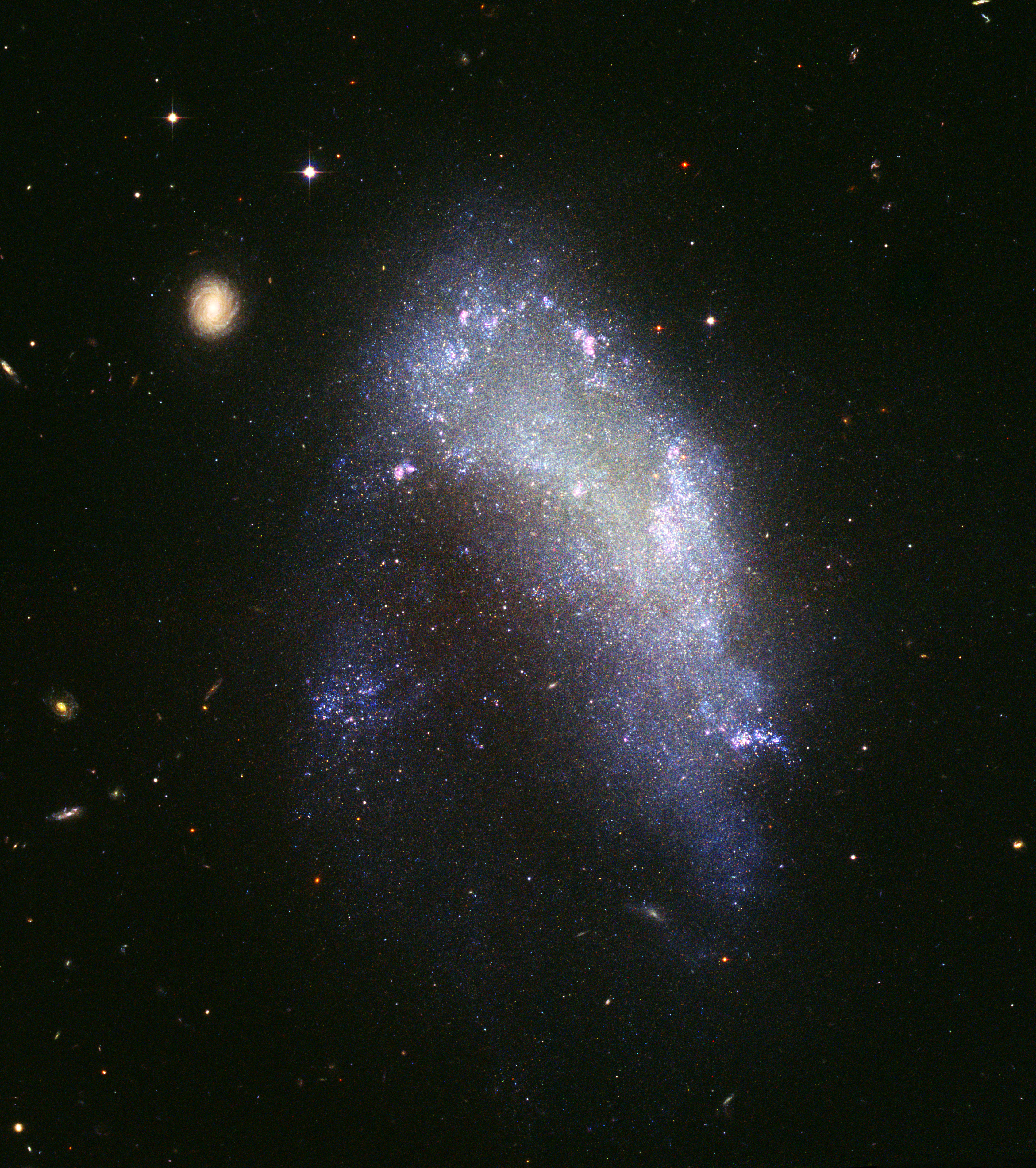
Неправильна галактика

Еволюція у E-галактиках виникала наступним чином. Відбувається стискання великих хмар газу під дією закону всесвітнього тяжіння в протогалактику, а після цього у галактику. Уявімо величезну кулю, яку створено з газу і яка стискається за законом вільного падіння до центру. На початкових стадіях цей газ мав високу температуру, проте вона зменшувалась. Гравітаційна нестійкість стала причиною появи згустків великих розмірів, які еволюціонували у кулі. Вони мали хаотичний рух і це призводило до їх зіштовхування. Вони ставали більш щільними. На такому етапі почали формуватись зірки першого покоління. Ті, що були найбільш масивного розміру та маси, завершили свою еволюцію ще до початку стискання протогалактик. Міжзоряне середовище збагачувалось металами, коли відбувався їх вибух як наднових. Це і стало причиною того, що зорі, які були утворені пізніше, мали зовсім інший хімічний склад. Наслідком цього є те, що зірки, які розташовані поблизу центра еліптичної галактики є більш насичені важкими металами ніж ті, які більш віддалені від нього.
Утворення зірок в S-галактиках відбувалось повільніше. Це призвело до того, що в них зміг утворитись газовий диск, який мав досить значну масу. Ще один фактор, який сприяв цьому — швидке обертання галактик такого типу. Швидкість утворення зір стає меншою через обертання протогалактик.
Різні типи галактик виникають через існування протохмар, які мають різну густину і різну швидкість внутрішніх рухів. Е-галактики були утворенні на основі більш щільних газових хмарин, які перебували у стані швидкого хаотичного руху. В Е-галактиках спостерігається наявність щільних скупчень галактик. А для S- галактик характерні розріджені скупчення. Процес перетворення хмар газу у протогалактики, а потім у галактики, відбувався досить давно. Вік більшої частини галактик дорівнює віку Всесвіту.
Академік Амбарцумян був одним з перших, хто звернув увагу на властивості галактичних ядер. Дослідження доводять, що в процесі еволюції галактик галактичні ядра відіграють далеко не останню роль. Було здійснене відкриття активності ядер. Раніше вважалось, що галактичні ядра є скупченнями мільйонів зір, котрі занурені в міжзоряне середовище. При цьому може відбутись зміна випромінювання якоїсь одної певної зорі. Виявлено, що оптичне радіовипромінювання певних галактичних ядер може змінитись за декілька тижнів чи місяців. Протягом маленького проміжку часу вивільняється велика кількість енергії, яка в сотні разів більша, ніж та, яка вивільняється при спалахах наднових. Такі ядра характеризуються як «активні», а процеси, які приводять до звільнення такої великої кількості енергії, отримали назву «активність» ядер. Активність спостерігається у незначної частини ядер галактик. Їх більша частина є «спокійними». Галактичні ядра змінюють періоди довготривалого спокою нетривалими періодами активності. Такі процеси мають повторюваний характер. В 1946 році відбулось відкриття першої галактики, яка була потужним джерелом випромінювання. Цей об'єкт має назву Лебідь А. «Радіогалактики» — це галактики, які з якихось причин дуже потужно випромінюють в радіодіапазоні. Наша Галактика теж має радіохвилі, проте вони не настільки потужні. У радіогалактик процес випромінювання радіохвиль виражений досить яскраво. Причиною такого випромінювання є наявність великої кількості космічних променів, які рухаються в різних міжзоряних магнітних полях. У радіогалактиках не є достатньою кількість наднових зір для організації великої кількості космічних променів. Ці промені утворюються при потужних процесах вибухового характеру, які відбуваються у ядрах у періоди їх потужної активності. Релятивістські частинки викидаються з ядер у вигляді двох великих хмар, які розлітаються у різні боки на великій швидкості, відбувається їх розсіювання у міжгалактичному просторі. В деяких випадках поблизу галактики можна спостерігати старі протяжні хмари, які розсіюються, і по дві сторони ядра невеликі, проте яскраві, хмарки. Це є демонстрацією циклічного характеру активності ядер.
Є клас галактик, який отримав назву «сейфертівські галактики». Це спіральні галактики з яскравими та активними ядрами. Приблизно 1 % від усіх спіральних галактик є сейфертівськими. Вважається, що такі галактики є етапом, який повторюється в процесі розвитку нормальних спіральних галактик. Це звичайні галактики з ядрами, які перебувають в активному стані.
Можна припустити, що багато мільйонів років тому ядро нашої галактики було активним. Сонце і вся планетарна система перебувають поблизу галактичної площини, і це ускладнює спостереження за ядром нашої галактики. Проте це стає можливим в радіо та інфрачервоному діапазоні.
Галактичне ядро є джерелом інфрачервоного випромінювання. Відбувається процес, під час якого міжзоряний пил поглинає світло. Це стає причиною того, чому неможливо спостерігати оптичне випромінювання ядра нашої Галактики. А ось вести оптичні спостереження процесів, що відбуваються у ядрі туманності Андромеди можна через те, що її галактична площина нахилена до променю зору під значним кутом. Тоді як протяжність шару міжзоряного пилу, який поглинає світло, не велика.

## Часто спостережувані властивості галактик

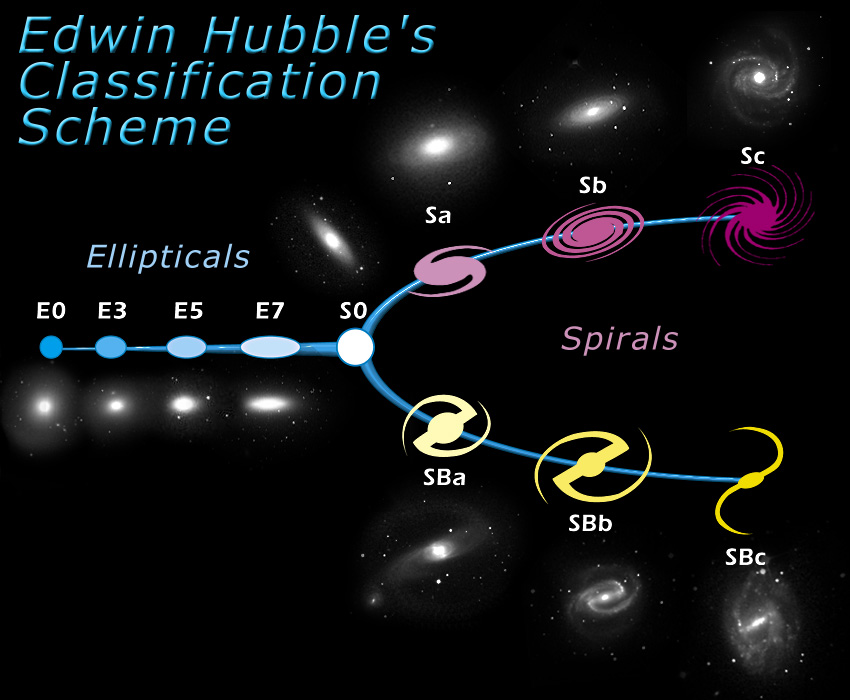
Камертонна діаграма Габбла галактичної морфології

Через неможливість проводити експерименти в космічному просторі, єдиний спосіб «протестувати» теорії і моделі еволюції галактики — це порівняти їх із даними спостережень. Пояснення того, як утворилися й розвивалися галактики, має пояснювати спостережувані властивості й типи галактик.
Едвін Габбл створив першу галактичну класифікацію, схему, відому як камертонна діаграма Габбла. Вона поділяла галактики на еліптичні галактики, нормальні спіральні, спіральні з барами (наприклад, Чумацький Шлях) і іррегулярні.
Цим типам галактик притаманні такі властивості, які можуть бути пояснені поточними теоріями еволюції галактик:
- багато властивостей галактик (в тому числі діаграма колір-зоряна величина для галактик), вказують на те, що є принципово два типи галактик. Ці групи діляться на блакитні зореутворюючі галактики, які більше схожі на спіральні типи, і червоні не-зореутворюючі галактики, які більше схожі на еліптичні типи галактик;
- спіральні галактики досить тонкі, щільні й обертаються відносно швидко, у той час як зорі в еліптичних галактиках мають випадковим чином орієнтовані орбіти;
- велика частина маси галактик складається з темної матерії — речовини, яка безпосередньо не спостерігається, і ймовірно не може взаємодіяти з допомогою якихось сил, крім тяжіння;
- більшість велетенських галактик містять у своїх центрах надмасивні чорні діри, масою від мільйонів до мільярдів маси нашого Сонця. Маса чорної діри пов'язується з балджем материнської галактики або масою сфероїда.
- металічність має позитивну кореляцію з абсолютною зоряною величиною (світністю) галактики.

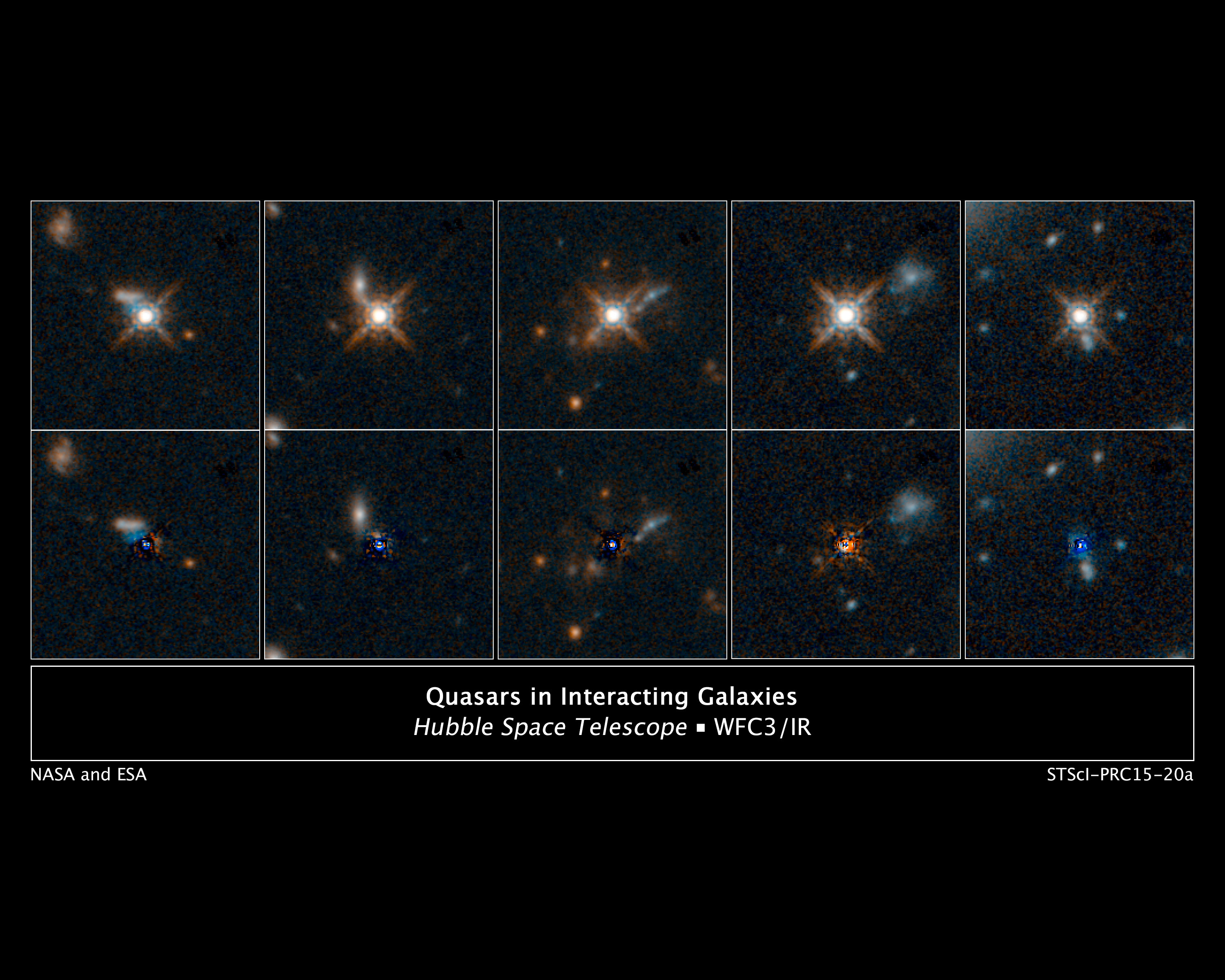
Квазари. Авторство належить: ESA/Hubble

Габбл неправильно думав, що камертонна схема описує таку еволюційну послідовність галактик[джерело?] — від еліптичних галактик через лінзоподібні до спіральних галактик. Астрономи тепер вважають, що дискові галактики, ймовірно, утворилися спочатку, а потім розвинулись в еліптичні галактики шляхом злиття галактик.

## Відкриття та гіпотези
У 1963 році відбулось виявлення об'єктів нового типу, що розташовуються поза межами нашої галактики. Зробив це відкриття голландський винахідник Маартен Шмідт. Об'єкти, що були виявлені, мають зіркоподібний вигляд. Такі об'єкти отримали назву «квазари». Їх спектр складається з яскравих ліній випромінювання на безперервному фоні. Науковець Сміт ототожнив їх зі звичайними лініями магнію, водню та кисню. Лише з одним нюансом — ці лінії були значно зсунуті по спектру в червоний бік. Прийнято вважати, що причиною зміщення квазарів є ефект Доплера. Всі квазари віддаляються від нашої галактики зі швидкостями, які можуть досягати 290 тисяч кілометрів на секунду. Досягнення таких величин швидкості пов'язане з тим, що Всесвіт розширюється. Яскравість квазарів змінюється в оптичному діапазоні. Квазари не можуть бути об'єктами, які складаються з тисяч мільярдів зірок. Потужність, з якою відбувається випромінювання квазарів перевищує потужність сейфертівських ядер в багато разів.
Існує певна послідовність, яка починається від ядер нормальних галактик, до ядер сейфертівських галактик. В квазарах маса гарячого газу досягає мільйонів сонячних мас. Для сейфертівських ядер цей показник менший у тисячі разів. Квазари є чимось подібним до надпотужних галактичних ядер. Не зважаючи на те, що з'являються такі типи галактик, як сейфертівські, квазари, й інші, вони все одно є пов'язанними з класифікацією Хаббла.
Існує гіпотеза, згідно з якою у ядрі Галактики є чорна діра. Маса цієї діри набагато перевищує масу Сонця.

## Згасання галактик

Розподіл галактик на діаграмі колір-зоряна величина вказує на наявність трьох популяцій: «червоної послідовності», «блакитної хмари» та «зеленої долини».

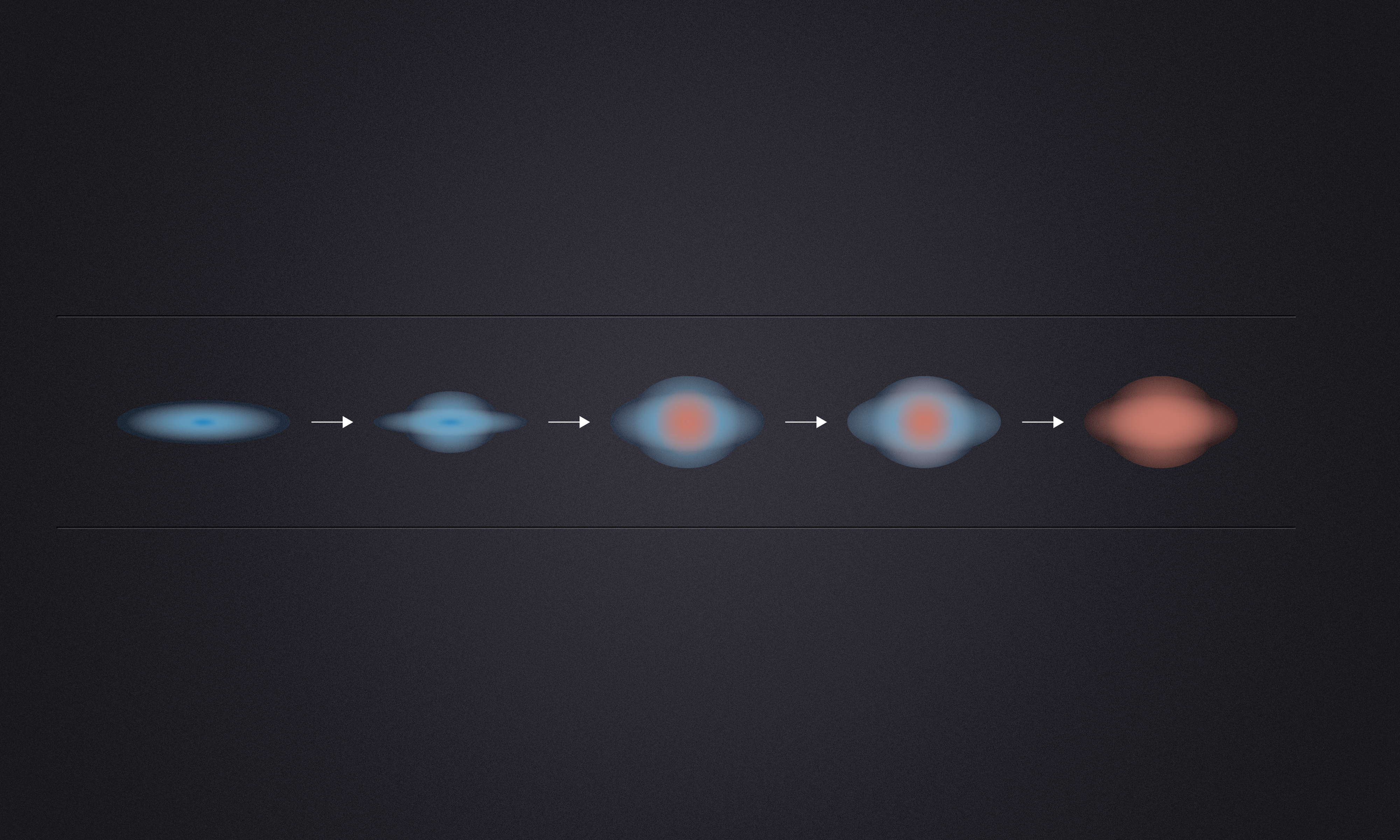
Зореутворення в тому, що зараз є «мертвими» галактиками, зупинилось мільярди років тому.

Одне зі спостережень (дивись вище), яке ще потребує пояснення від успішної теорії еволюції галактик, — існування різних населень галактик на діаграмі колір-зоряна величина для галактик. Більшість галактик потрапляють в одну з двох категорій на цій діаграмі — «червону послідовність» або «блакитну хмару». Галактики червоної послідовності як правило не мають зореутворення, є еліптичними з мінімальною кількістю газу та пилу; галактики блакитної хмари переважно є запиленими зореутворюючими спіральними галактиками.
Як описано в попередніх розділах, галактики мають тенденцію розвиватися від спіралі до еліптичної структури шляхом злиття. Однак, поточна швидкість злиття галактик не пояснює, як всі галактики рухаються від «блакитної хмари» на «червону послідовність». Вона також не пояснює, як припиняється зореутворення в галактиках. Теорії еволюції галактик, отже, повинні бути у змозі пояснити, як згасає зореутворення в галактиках. Це явище називається «згасання» галактик.
Зорі формуються з холодного газу (див.закон Шмідта), тому галактика згасає, коли більше не має холодного газу. Однак вважається, що згасання відбувається досить швидко (в межах мільярда років), але це значно довше часу, який потрібен галактиці для простого використання її резервуарів холодного газу. Моделі еволюції галактик намагаються пояснити це запровадженням гіпотези про інші фізичні механізми, які видаляють або припиняють постачання холодного газу у галактиці. Ці механізми можна умовно поділити на дві групи: (1) превентивні механізми зворотного зв'язку, які зупиняють надходження холодного газу до галактики або зупиняють зореутворення, та (2) еджективні (викидальні) механізми зворотного зв'язку, які видаляють газ, що зупиняє зореутворення.
Один з теоретичних превентивних механізмів, що має назву «придушення» і зупиняє надходження холодного газу до галактики, вважається ймовірним основним механізмом згасання зореутворення у маломасивних галактиках. Точне фізичне пояснення придушення ще невідомо, але припускається, що він пов'язаний зі взаємодією між галактиками — коли галактика потряпляє у галактичний кластер, її гравітаційна взаємодія з іншими галактиками кластеру може зупиняти акрецію нею додаткового газу.
Для галактик з масивним гало темної матерії передбачається інший превентивний механізм під назвою «віріальне ударне нагрівання», яке може заважати газу достатньо охолодитися для зореутворення.
Еджективні процеси, які викидають газ з галактик, можуть пояснити згасання більш масивних галактик. Один з таких механізмів спричиняється надмасивними чорними дірами в центрі галактик. Симуляції показали, що газ, який акретує на надмасивні чорні діри в центрі галактик, утворює високоенергетичні джети; вивільнена енергія може викинути достатньо холодного газу для згасання зореутворення.
Припускається, що Чумацький Шлях та галактика Андромеди зараз перебувають у перехідному процесі згасання від зореутворюючих блакитних галактики до червоних пасивних галактик. Це може надати унікальну можливість спостерігати згасання зореутворення зблизька та краще зрозуміти цей важливий етап у еволюції галактик.

## Галерея

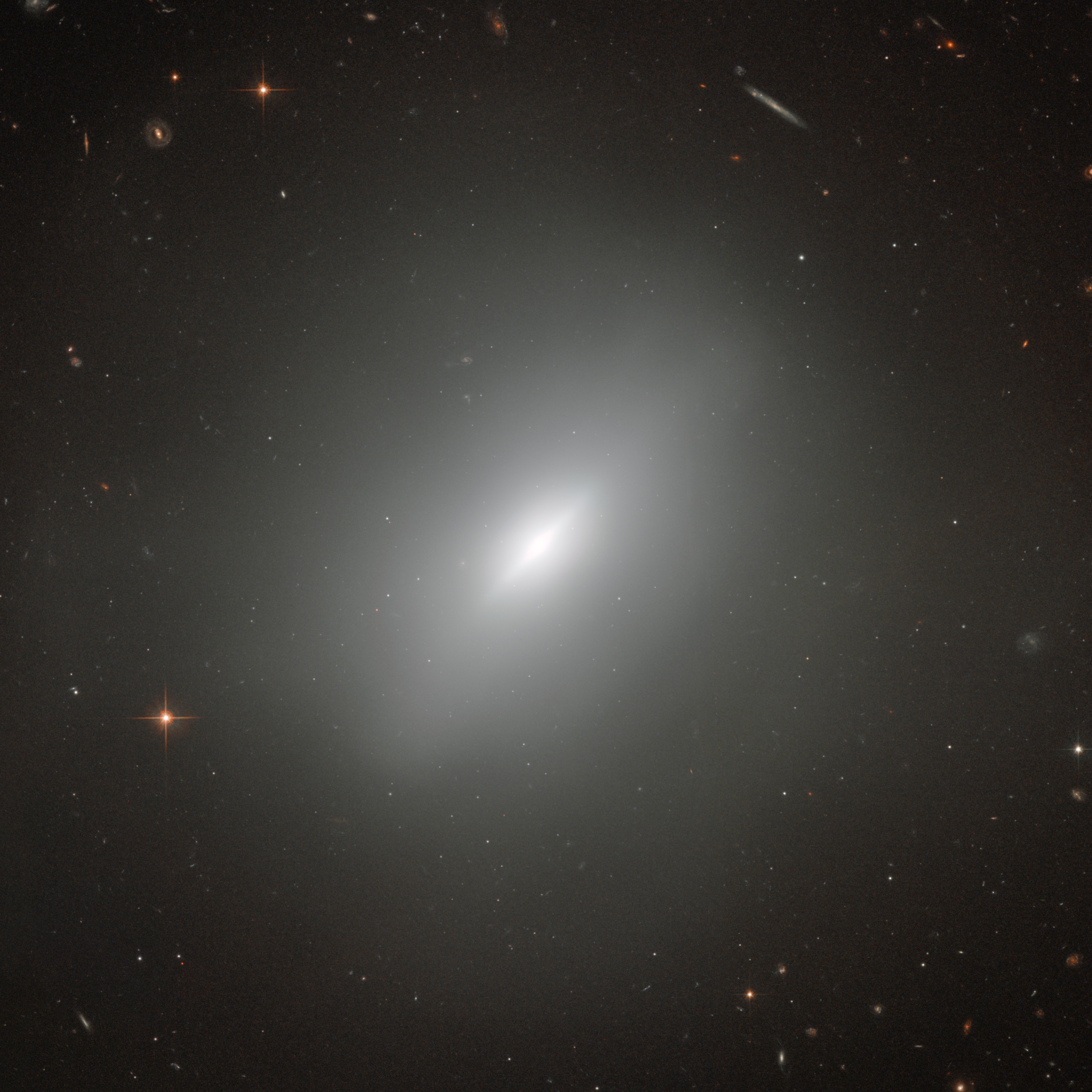
NGC 3610 має певну структуру у формі яскравого диску, що вказує на її нещодавнє утворення
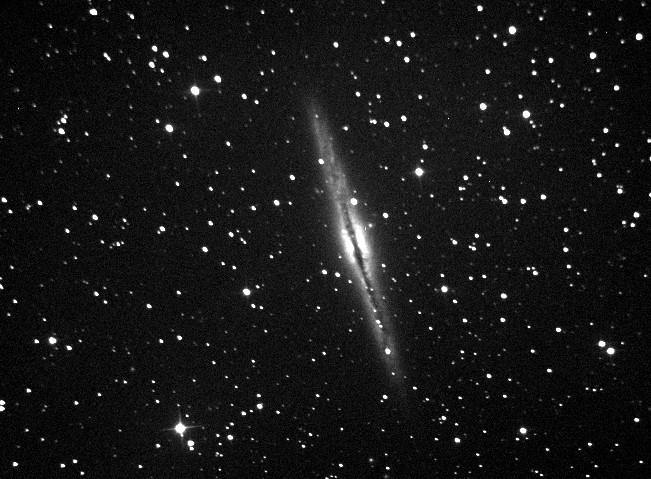
NGC 891, галактика з дуже тонким диском
M101, спіральна галактика-прототип, видима згори
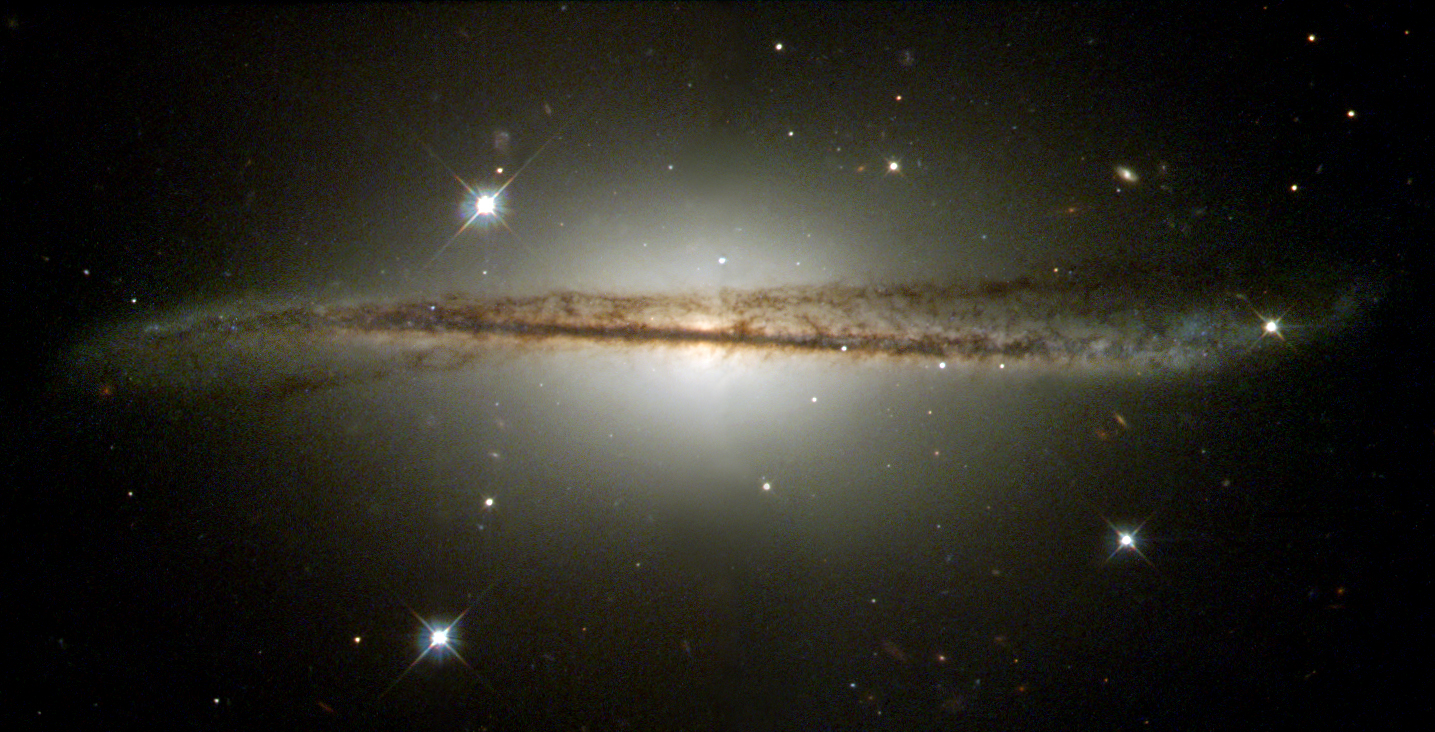
Спіральна галактика ESO 510-G13 була деформована при зіткненні з іншою галактикою. Після завершення поглинення нею цієї іншої галактики, деформація щезне. Процес триває мільйони, якщо не мільярди років.